# Hansenia forrestii
Hansenia forrestii är en växtart i släktet Hansenia och familjen flockblommiga växter.
Arten är en perenn ört som förekommer i västra och sydvästra Sichuan och nordvästra Yunnan i Kina. Den beskrevs först som Notopterygium forrestii av Hermann Wolff 1930, och fick sitt nu gällande namn av Michail Pimenov och Jevgenij Kljujkov 2008.